# Эль-Чако (кантон)
Эль-Чако (исп. El Chaco) — один из 5 кантонов эквадорской провинции Напо. Площадь составляет 3473 км². Население по данным переписи 2001 года — 6133 человека, плотность населения — 1,8 чел/км². Административный центр — одноимённый город.

## География
Расположен в северной части провинции. Граничит с провинциями Сукумбиос (на севере), Пичинча (на северо-западе), Орельяна (на востоке), а также с кантоном Кихос (на юге).